# Ingo Sensburg
Ingo Sensburg (Berlino, 27 gennaio 1949) è un ex mezzofondista e maratoneta tedesco.

## Biografia
Allenato per gran parte della sua carriera da Fred Behrnsen, nel 1970 prese parte ai campionati europei indoor di Vienna, conquistando la medaglia di bronzo nella staffetta svedese.
Nel 1976 si laureò campione europeo dei 3000 metri piani ai campionati europei indoor di Monaco di Baviera, mentre nel 1978, agli europei di Milano si classificò quattordicesimo sulla medesima distanza.
Vinse tre volte la maratona di Berlino nel 1976, 1979 e 1980.

## Palmarès
| Anno | Manifestazione | Sede   | Evento            | Risultato | Prestazione | Note |
| ---- | -------------- | ------ | ----------------- | --------- | ----------- | ---- |
| 1970 | Europei indoor | Vienna | Staffetta svedese | Bronzo    | 6'19"6      |      |
| 1976 | Europei indoor | Monaco | 3000 m piani      | Oro       | 8'01"6      |      |
| 1978 | Europei indoor | Milano | 3000 m piani      | 14º       | 8'12"5      |      |

## Altre competizioni internazionali
1976
- Oro alla Maratona di Berlino ( Berlino) - 2h23'08"
- Oro alla Maratona di Essen ( Essen) - 2h20'21"

1977
- Oro alla Maratona di Porz ( Porz) - 2h17'49"
- 15º alla Paderborner Osterlauf ( Paderborn), 25 km - 1h18'04"

1979
- Oro alla Maratona di Berlino ( Berlino) - 2h21'09"
- 8º alla Maratona di Neuf-Brisach ( Neuf-Brisach) - 2h21'16"

1980
- Oro alla Maratona di Berlino ( Berlino) - 2h16'48"

1981
- Argento alla Maratona di Amburgo ( Amburgo) - 2h19'26"

1985
- 14º alla Maratona di Berlino ( Berlino) - 2h17'33"
- Oro alla Berlin Half Marathon ( Berlino) - 1h07'39"

1986
- Oro alla Berlin Half Marathon ( Berlino) - 1h06'33"

1987
- Oro alla Berlin Half Marathon ( Berlino) - 1h09'43"

1988
- Oro alla Berlin Half Marathon ( Berlino) - 1h10'45"

1989
- 58º alla Maratona di Berlino ( Berlino) - 2h23'46"

1994
- 42º alla Maratona di Berlino ( Berlino) - 2h28'39"